# Лаубах (Ајфел)
Лаубах (њем. Laubach) општина је у њемачкој савезној држави Рајна-Палатинат. Једно је од 92 општинска средишта округа Кохем-Цел. Према процјени из 2010. у општини је живјело 667 становника. Посједује регионалну шифру (AGS) 7135052.

## Географски и демографски подаци
Лаубах се налази у савезној држави Рајна-Палатинат у округу Кохем-Цел. Општина се налази на надморској висини од 550 метара. Површина општине износи 3,6 km². У самом мјесту је, према процјени из 2010. године, живјело 667 становника. Просјечна густина становништва износи 186 становника/km².